# Kedves John!
A Kedves John! (eredeti cím: Dear John) 2010-es amerikai romantikus filmdráma, melynek Amanda Seyfried és Channing Tatum a főszereplői. A filmet Lasse Hallström rendezte, és Nicholas Sparks Kedvesem című regényének adaptációja.
A filmet 2009-ben forgatták Charlestonban, Dél-Karolinában. Az Amerikai Egyesült Államokban 2010. február 5-én mutatták be, míg Magyarországon két hónappal később, április 8-án, szinkronizálva.
A film többnyire negatív véleményeket kapott a kritikusoktól. A Metacritic oldalán a film értékelése 43% a 100-ból, ami 34 véleményen alapul. A Rotten Tomatoeson a Kedves John! 28%-os minősítést kapott, 134 értékelés alapján. Annak ellenére, hogy a film negatív véleményeket kapott az értékelőktől, bevételi szempontból sikeresen teljesített,  világszerte összesen 115 millió dollárt termelt.

## Cselekmény
Az amerikai különleges alakulatnál szolgáló katona, John Tyree (Channing Tatum) Dél-Karolinába látogat, hogy együtt töltsön egy kis időt a magányosan élő édesapjával. Ez idő alatt megismerkedik egy gyönyörű és elragadó főiskolás lánnyal, Savannah Curtissel (Amanda Seyfried), aki szintén otthon tölti a tavaszi szünetét. Egy véletlenszerű tengerparti találkozásnak hála, a két fiatal hamar egymásba szeret és az életük legcsodálatosabb heteit egymással tölthetik, amely látszólag mindörökké tart.

## Szereplők
| Színész         | Szereplő             | Magyar hang   |
| --------------- | -------------------- | ------------- |
| Channing Tatum  | John Tyree           | Papp Dániel   |
| Amanda Seyfried | Savannah Lynn Curtis | Molnár Ilona  |
| D.J. Cotrona    | Noodles              | Dévai Balázs  |
| Henry Thomas    | Tim Wheddon          | Csőre Gábor   |
| Richard Jenkins | Mr. Tyree            | Blaskó Péter  |
| Scott Porter    | Randy                | Kovács Lehel  |
| David Andrews   | Mr. Curtis           | Jakab Csaba   |
| Keith Robinson  | Stone százados       | Welker Gábor  |
| Michael Harding | Érmekereskedő        | Hannus Zoltán |

## Díjak és jelölések
| Év   | Díj                    | Kategória               | Jelölt          | Eredmény |
| ---- | ---------------------- | ----------------------- | --------------- | -------- |
| 2011 | People's Choice Awards | Kedvenc dráma film      | Kedves John     | Jelölve  |
| 2010 | MTV Movie Awards       | Legjobb férfi alakítás  | Channing Tatum  | Jelölve  |
| 2010 | MTV Movie Awards       | Legjobb női alakítás    | Amanda Seyfried | Jelölve  |
| 2011 | Teen Choice Awards     | Választott film – Dráma | Kedves John     | Jelölve  |

## Számlista
- 1. Joshua Radin and Schuyler Fisk – "Paperweight"
- 2. The Swell Season – "The Moon"
- 3. 311 – "Amber"
- 4. The Donkeys – "Excelsior Lady"
- 5. Wailing Souls – "Things & Time"
- 6. Amanda Seyfried and Marshall Altman – "Little House"
- 7. Fink – "This Is the Thing"
- 8. Rosi Golan – "Think of Me"
- 9. Rachael Yamagata and Dan Wilson – "You Take My Troubles Away"
- 10. Deborah Lurie – Dear John Theme
- 11. Snow Patrol ft. Martha Wainwright – "Set the Fire to the Third Bar" (Bonus Track)

## Média kiadás
A film az Amerikai Egyesült Államokban 2010. május 25-én jelent meg DVD és Blu-rayen. Magyarországon 2010. november 11-én adták ki.